# Lorena Solar Donoso
Lorena Solar Donoso (* 7. Juni 2007) ist eine spanische Tennisspielerin.

## Karriere
Solar Donoso spielt bislang vorrangig auf der ITF Women’s World Tennis Tour und gewann bisher aber noch keinen Titel gewinnen konnte.
2023 gewann sie im Mai die U16-Konkurrenz der Mutua Madrid Open. Im Juli erhielt sie eine Wildcard für das Hauptfeld im Einzel der mit 40.000 US-Dollar dotierten XXVII Open Generali Ciudad de Palma del Río, verlor aber bereits in der ersten Runde mit 3:6 und 2:6 gegen Alexandra Eala. Im Doppel verlor sie ihr Auftaktmatch zusammen mit Claudia Sofía Martínez Solís gegen Sayaka Ishii und Ena Koike mit 3:6 und 1:6. 
2024 erhielt sie im Juni eine Wildcard für das Hauptfeld der mit 40.000 US-Dollar dotierten Open Generali Ciudad de Palma del Río, wo sie in der ersten Runde mit 0:6 und 0:6 gegen Leonie Küng verlor. Im November erreichte sie mit ihrer Partnerin Meritxell Teixidó García das Finale im Dopel des W15 in Nules, das die beiden gegen Enola Chiesa und Seone Mendez mit 2:6, 6:3 und [4:10] verloren. Im Dezember erreichte sie mit Partnerin Neus Torner Sensano das Finale des W15 in Melilla, das die beiden gegen Celine Simunyu und Joëlle Steur mit 4:6 und 1:6 verloren.